# Azad University Iran/Saison 2010
Dieser Artikel listet Erfolge und Mannschaft des Radsportteams Azad University Iran in der Saison 2010 auf.

## Erfolge in den Continental Circuits
In den Rennen des UCI Continental Circuits gelangen dem Team nachstehende Erfolge.
| Datum          | Rennen                                  | Kat. | Sieger                |
| 6. Februar     | 1. Etappe Kerman Tour                   | 2.2  | Mannschaftszeitfahren |
| 7. Februar     | 2. Etappe Kerman Tour                   | 2.2  | Abbas Saeidi Tanha    |
| 10. Februar    | 5. Etappe Kerman Tour                   | 2.2  | Hossein Nateghi       |
| 6.–10. Februar | Gesamtwertung Kerman Tour               | 2.2  | Abbas Saeidi Tanha    |
| 4. Mai         | 2. Etappe Azerbaïjan Tour               | 2.2  | Amir Zargari          |
| 15. Mai        | 5. Etappe International Presidency Tour | 2.2  | Abbas Saeidi Tanha    |
| 2. Juni        | 2b. Etappe Tour de Singkarak            | 2.2  | Amir Zargari          |
| 4. Juni        | 4. Etappe Tour de Singkarak             | 2.2  | Amir Zargari          |
| 7. Juli        | 1. Etappe Milad-e-Do-Nur-Tour           | 2.2  | Hossein Nateghi       |
| 8. Juli        | 2. Etappe Milad-e-Do-Nur-Tour           | 2.2  | Ramin Mehrabani       |
| 7.–11. Juli    | Gesamtwertung Milad-e-Do-Nur-Tour       | 2.2  | Ramin Mehrabani       |

## Zugänge – Abgänge
| Zugänge           | Team 2009                                | Abgänge           | Team 2010              |
| ----------------- | ---------------------------------------- | ----------------- | ---------------------- |
| Tonton Susanto    | Letua Cycling Team                       | Anuar Manam       | Geumsan Ginseng Asia   |
| Hamed Jannat      | Tabriz Petrochemical Cycling Team (2008) | Rasoul Barati     | Giant Asia Racing Team |
| Amir Hossin Mayeh | Neoprofi                                 | Eugen Wacker      | Giant Asia Racing Team |
|                   |                                          | Mohammad Rajablou | Aassak Docharkh        |
|                   |                                          | Mahmoud Parash    | Unbekannt              |
|                   |                                          | Hamid Shiri       | Unbekannt              |
|                   |                                          | Ali Torabi        | Unbekannt              |

## Mannschaft
| Name               | Geburtstag         | Nationalität |
| ------------------ | ------------------ | ------------ |
| Hamed Jannat       | 11. Februar 1989   | Iran         |
| Amir Hossin Mayeh  | 21. September 1982 | Iran         |
| Ramin Mehrabani    | 18. Februar 1986   | Iran         |
| Hossein Nateghi    | 8. Februar 1987    | Iran         |
| Mohammad Parash    | 17. September 1987 | Iran         |
| Abbas Saeidi Tanha | 5. Januar 1981     | Iran         |
| Farshad Salehian   | 9. Mai 1987        | Iran         |
| Tonton Susanto     | 24. September 1973 | Indonesien   |
| Amir Zargari       | 31. Juli 1980      | Iran         |